# 巴士迷

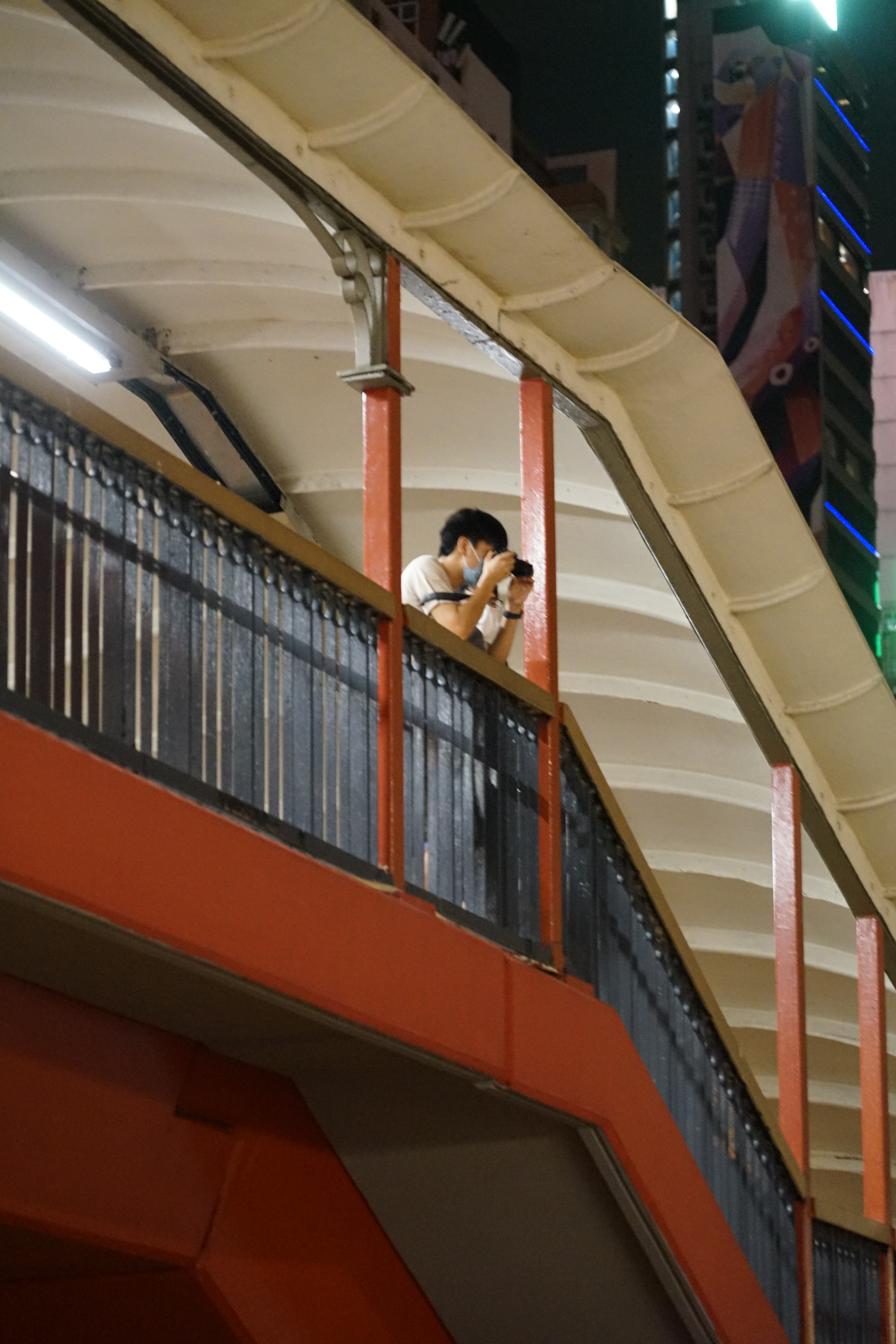
一名巴士迷正在攝影巴士

巴士迷（英語：Bus fan）是指對有特別愛好的人。他們可能喜愛搜集與巴士相關物品如巴士模型，也可能會熟讀巴士路線資料，以及喜愛拍攝巴士，或喜愛乘坐各種型號的巴士。

## 活動
巴士迷會蒐集所有巴士相關的資料，他們熟知當地的公交線路和公交車的車型，會在第一時間獲取公交方面的各種動態。一些火車迷因為厭倦了標準化的鐵路系統，轉而加入公車迷之中。與鐵道迷和航空迷一樣，巴士迷的活動包括觀察巴士路線分配、分享巴士相關知識以及拍攝巴士。公交迷通常還會參與義務指路等公益性活動。
在拿著相機四處拍攝公交車的照片的同時，巴士迷也會收集和記錄巴士服務的信息，例如在一輛巴士的整個工作服務期間對其進行觀看、拍攝和追蹤。他們的活動還包括收集時間表和路線圖、公車卡、車票（包括硬票）、巴士相關商品和巴士上使用的零件等，以及購買在巴士活動中出售的報廢巴士產品和巴士站展示板。公車海報、微縮模型和車身貼紙也出現在他們的收藏品中。一些和公車公司混了臉熟的巴士迷甚至受邀參加了公車公司的年終聚會。
澳門新福利曾於2003年成立「巴士之友」，組織並集中處理澳門巴士迷事務，並在其網站內曾有「會員專區」供巴士迷討論事務，成為在華語系地區中首個由巴士公司牽頭成立的巴士迷組織。在2012年，澳門交通事務局為為鼓勵乘客發揮監察角色，提供更多關於巴士服務的意見，亦成立「巴士之友」，成為中港澳地區首個以官方組織成立的有關巴士事務活動的組織。

## 保育
不少巴士迷都熱衷於拍攝那些行將消失的路線和車型作為留念和收藏，一些巴士迷出於保存目的而購買退役車輛，然後在舉行活動的時候將保存的巴士在廢止的服務路線上行駛。不忍心巴士被報廢的某些巴士迷會購入達到營運壽命的舊巴士，然後翻新及不定期行駛，作為對各巴士迷的一種集體回憶，也有一些博物館以修復後的舊巴士為藏品，如北京公交集團的公交車博物館。